# Pteridovirus
Genre
Espèces de rang inférieur
- espèce-type : Japanese holly fern mottle pteridovirus

Pteridovirus est un genre de virus de la famille des Mayoviridae, qui comprend deux espèces acceptées par l'ICTV. Ce sont des virus à ARN à simple brin à polarité positive, classés dans le groupe IV de la classification Baltimore. Ces virus infectent les plantes (phytovirus). L'espèce-type, Japanese holly fern mottle pteridovirus, a été isolée dans le sud des États-Unis d'abord sur des spécimens de fougère-houx japonaise (Cyrtomium falcatum), puis sur une autre espèce de fougères, Rumohra adiantiformis. Le génome est segmenté, bipartite, et constitué d'ARN encapsidé dans des particules quasi sphériques de 30 à 40 nm de diamètre. 
La transmission de ce virus se fait verticalement par les spores de plantes infectées. Expérimentalement la transmission est possible par greffage, mais ne réussit pas par inoculation mécanique. 

## Étymologie
Le nom générique, « Pteridovirus », est dérivé d'un terme grec ancien, πτέρις (ptéris), la fougère, en référence à la plante-hôte originale de l'espèce-type du genre, Japanese holly fern mottle virus (virus de la fougère-houx japonaise). 

## Symptômes
Les plants de Cyrtomium falcatum infectés par ce virus présentent divers symptômes tels que marbrure jaune, mosaïque, taches annulaires, taches digitées et nécrose. Dans certains cas, on observe un retard de croissance global et la mort prématurée des feuilles inférieures.

## Liste d'espèces
Selon NCBI (29 janvier 2021) :
- Japanese holly fern mottle pteridovirus (JHFMoV)
- Maize associated pteridovirus (MaPV)